# Cavia
Cavia (Pallas, 1766) è un genere di roditori della famiglia dei Caviidi. 

## Descrizione

### Dimensioni
Al genere Cavia appartengono roditori di grandi dimensioni, con lunghezza della testa e del corpo tra 200 e 400 mm e un peso fino a 1500 g.

### Caratteristiche craniche e dentarie
Il cranio presenta una regione inter-orbitale ampia, una cresta sagittale sviluppata almeno negli adulti, un foro infra-orbitale più largo inferiormente e una bolla timpanica relativamente grande. Il palato è breve, i fori sono corti e stretti. L'osso giugale non è in contatto con il canale lacrimale. Gli incisivi sono bianchi, i denti masticatori sono relativamente semplificati, formati da due lobi separati da una rientranza.
Sono caratterizzati dalla seguente formula dentaria:

### Aspetto
Il corpo è compatto, con una testa grande e gli arti brevi. La pelliccia nelle forme selvatiche è relativamente lunga, ruvida ed uniformemente brunastra o bruno-rossiccia mentre varia notevolmente tra le razze domestiche, il colore generale del corpo può essere bianco, nero o vistosamente chiazzato. Gli occhi sono grandi, le orecchie sono relativamente corte ed arrotondate. Le zampe anteriori hanno quattro dita, il mignolo è ridotto, mentre i piedi ne hanno soltanto tre. Tutte le dita sono munite di robusti artigli affilati. Sono privi di coda. Le femmine hanno un solo paio di mammelle inguinali.

## Distribuzione
Si tratta di animali terricoli ed erbivori, sono distribuiti nell'America meridionale in Colombia, Venezuela, Guyana, Suriname, nel Brasile settentrionale e meridionale e dal Perù, attraverso la Bolivia e il Paraguay fino all'Argentina sud-orientale.

## Tassonomia
Il genere comprende 6 specie scoperte.
- Cavia aperea
- Cavia fulgida
- Cavia intermedia
- Cavia magna
- Cavia porcellus - Cavia domestica
- Cavia tschudii